# Direct Énergie/Saison 2018
Diese Liste beschreibt die Mannschaft und die Erfolge des Radsportteams Direct Énergie in der Saison 2018.

## Erfolge in der UCI WorldTour
Bei den Rennen der UCI WorldTour im Jahr 2018 gelangen dem Team nachstehende Erfolg.
| Datum   | Rennen                | Sieger          |
| ------- | --------------------- | --------------- |
| 6. März | 3. Etappe Paris-Nizza | Jonathan Hivert |
| 8. März | 5. Etappe Paris-Nizza | Jérôme Cousin   |

## Erfolge in der UCI Europe Tour
Bei den Rennen der UCI Europe Tour im Jahr 2018 gelangen dem Team nachstehende Erfolge.
| Datum           | Rennen                             | Kat. | Sieger           |
| --------------- | ---------------------------------- | ---- | ---------------- |
| 14. Februar     | 2. Etappe Andalusien-Rundfahrt     | 2.HC | Thomas Boudat    |
| 17. Februar     | 1. Etappe Tour du Haut-Var         | 2.1  | Jonathan Hivert  |
| 18. Februar     | 2. Etappe Tour du Haut-Var         | 2.1  | Jonathan Hivert  |
| 17.–18. Februar | Gesamtwertung Tour du Haut-Var     | 2.1  | Jonathan Hivert  |
| 25. Februar     | La Drôme Classic                   | 1.1  | Lilian Calmejane |
| 11. März        | Paris–Troyes                       | 1.2  | Adrien Petit     |
| 25. März        | Grand Prix Cholet-Pays de la Loire | 1.1  | Thomas Boudat    |
| 8. April        | 3. Etappe Circuit des Ardennes     | 2.2  | Jeremy Cornu     |
| 10. April       | Paris–Camembert                    | 1.1  | Lilian Calmejane |
| 14. April       | Tour du Finistère                  | 1.1  | Jonathan Hivert  |
| 30. Mai         | Prolog Luxemburg-Rundfahrt (EZF)   | 2.HC | Damien Gaudin    |
| 28. Juli        | 1. Etappe Tour de Wallonie         | 2.HC | Romain Cardis    |

## Mannschaft
| Teamkader 2018          | Teamkader 2018     | Teamkader 2018 | Teamkader 2018                    |
| Name                    | Geburtsdatum       | Land           | Vorheriges Team                   |
| ----------------------- | ------------------ | -------------- | --------------------------------- |
| Thomas Boudat           | 24. Februar 1994   | Frankreich     | Vendée U (2014)                   |
| Lilian Calmejane        | 6. Dezember 1992   | Frankreich     | Vendée U (2015)                   |
| Romain Cardis           | 12. August 1992    | Frankreich     | Vendée U (2015)                   |
| Sylvain Chavanel        | 30. Juni 1979      | Frankreich     | IAM Cycling (2015)                |
| Jérémy Cornu            | 7. August 1991     | Frankreich     | Vendée U (2015)                   |
| Jérôme Cousin           | 5. Juni 1989       | Frankreich     | Cofidis, Solutions Crédits (2017) |
| Damien Gaudin           | 20. August 1986    | Frankreich     | Armée de terre (2017)             |
| Yohann Gène             | 25. Juni 1981      | Frankreich     | Vendée U-Pays de la Loire (2004)  |
| Fabien Grellier         | 31. Oktober 1994   | Frankreich     | Vendée U (2015)                   |
| Jonathan Hivert         | 23. März 1985      | Frankreich     | Fortuneo-Vital Concept (2016)     |
| Axel Journiaux          | 20. Mai 1995       | Frankreich     | Vendée U Pays de la Loire (2017)  |
| Bryan Nauleau           | 13. März 1988      | Frankreich     | Vendée U (2013)                   |
| Paul Ourselin           | 13. April 1994     | Frankreich     | Vendée U Pays de la Loire (2016)  |
| Adrien Petit            | 26. September 1990 | Frankreich     | Cofidis, Solutions Crédits (2015) |
| Alexandre Pichot        | 6. Januar 1983     | Frankreich     | Vendée U-Pays de la Loire (2005)  |
| Perrig Quéméneur        | 26. April 1984     | Frankreich     | Vendée U (2007)                   |
| Simon Sellier           | 4. Januar 1995     | Frankreich     | Vendée U Pays de la Loire (2017)  |
| Romain Sicard           | 1. Januar 1988     | Frankreich     | Euskaltel Euskadi (2013)          |
| Rein Taaramäe           | 24. April 1987     | Estland        | Katusha-Alpecin (2017)            |
| Angélo Tulik            | 2. Dezember 1990   | Frankreich     | Vendée U (2011)                   |
|                         |                    |                |                                   |
| Quelle: ProCyclingStats |                    |                |                                   |